# Franciszka Urszula Radziwiłłowa
Francesca Ursula Radziwillowa, poljska pisateljica in dramatičarka, * 13. februar 1705, Staryi Chortoryisk, † 23. maj 1753, Putsevіchy
Francesca Ursula Radziwill je bila poljska pisateljica in dramatičarka, prva ženska pisateljica na ozemlju sodobne Poljske in Belorusije. Bila je princesa (enakovredna vojvodinji), zadnja ženska predstavnica plemiške hiše Wiśniowiecki in žena Michaela Casimirja Radziwilla "Rybonka" .

## Življenjepis
Francesca Ursula (poljsko: Franciszka Urszula, belorusko: Frantsishka Urshulia) je bila edini otrok znanih in bogatih staršev. Njen oče princ (izvirna plemiška titula "knez" je prevedena kot princ, vendar je enakovredna vojvodi) Janush-Anton Wiśniowiecki (1678-1741) je bil Kastelan iz Krakova, guverner Vilne in Krakova, župan Pinska. Njegova žena Théophile Leshchinskaya (1680-1757) je bila hči guvernerja Podlasie, župana Kovela in Kamenetza. 
Francesca je bila doma deležna odličnega izobraževanja: govorila je več evropskih jezikov, poznala svetovno literaturo in pisala poezijo. V hiši Wiśniowiecki je vladalo ustvarjalno vzdušje: Francescin oče je bil nadarjen govornik in pisatelj, pisal je verske razprave, hvalnice in verske pesmi.  
Francesca se je 23. aprila 1725 poročila z Michaelom Casimirjem Radziwillom "Rybonka", mecenom in vodjo najbogatejše družine v državi. V zakonu sta imela štiri otroke: Karol Stanisław "Panie Kochanku" (1734–1790), Janusz Tadeusz (1734–1750), Theophile Constance (1738–1818) in Katarzyna Carolina (1740–1789). 
Življenja v Nesvižu si v teh dneh ni bilo mogoče predstavljati brez festivalov, banketov, lovov, shodov, parad in iger. Na pobudo Francesce so dodali še gledališče: v Varšavi so gledališke predstave začeli le še kralj Avgust II in Avgust III. 
Princ Michael je bil pogosto odsoten zaradi prisostvovanja v parlamentu in na sodiščih. Redno je obiskoval tudi druge dežele, zato je mlada princesa osebno sprejemala odločitve o večini vprašanj glede vodenja v Nesvižu. Vodila je obnovo gradu Nesviž po uničujočih vojnah s Švedsko in ga zaščitila pred napadi ruske vojske v 1730-ih letih, razširila je knjižnico in obnovila tiskarno. 
Nadarjenost v literaturi in likovni umetnosti sta  Francesci omogočili, da je Nesviž v zelo kratkem obdobju postal eno izmed središč kulturnega življenja v kraljestvu. 
Gledališka strast Michaela Casimirja in Francesce Ursula se je začela leta 1740, ko je skupina iz tujine na Nesviškem gradu prvič uprizorila predstavo z imenom "Primer pravičnosti". Natoso produkcije organizirali sami. Med igrami so bile Molièrova komedija, Voltairejeva »Zaire« in drame drugih evropskih avtorjev. Polni razvoj gledališča Radziwill se je začel po letu 1746, ko je Francesca Ursula postala njegova upraviteljica. Takrat so se pojavila njena prva dramatična dela. Princesa je skoraj vsako leto napisala nekaj novih iger pripovedne vsebine: v nekaterih je Ursula poudarila potrebo po izobrazbi, v drugih - obsojala nezveste može ali občudovala žensko dobroto, iskrenost. Vendar pa je bila prevladujoča tema njene drame ljubezen, o čemer pričajo zgovorna imena predstav: "Ljubezen - pristranski sodnik", "Ljubezen - spreten mojster", "Iznajdljiva ljubezen" in druge. 
Delo F.U. Radziwill lahko razdelimo na dve obdobji. Prvo (1725–45) je bilo dvojezično, žanra sta bila predvsem poetika in pisemski romani. Njeno najbolj plodno obdobje dramatike in gledališke dejavnosti v Nesvižu je bilo v letih 1746–52, ko je kulturno življenje v gradu vodila princesa sama. 
Zadnja odrska igra v Nesviškem gledališču, glede na "Dnevnik" Michaela Casimirja Radziwilla, jdatira 27. decembra 1752: bila je "opereta Evrope" (tj. opera "Vesela nesreča"). Prej, v začetku oktobra, je princesa hudo zbolela, tako da je možu napisala poslovilno pismo. Živela je še pol leta. Bolezen, ki se je umaknila v prvih mesecih leta 1753, se je nenadoma poslabšala 18. maja, ko je bila princesa na poti v Grodno prisiljena ostati v Putševičih, vasi blizu Navahrudaka. 19. maja so jo prepeljali v Navahrudak, kjer je 23. maja 1753 umrla v hiši župana Bobrujska. 